# Пати Лабел
Пати Лабел (на английски: Patti LaBelle, родена Патриша Луиз Холт на английски: Patricia Louise Holte) е американска певица, автор на песни, актриса и бизнесдама с кариера, обхващаща 60 години.
Започва кариерата си в началото на 60-те години като водеща певица на вокалната група „Patti LaBelle и Bluebelles“. След промяната на името на групата на „Labelle“ в началото на 70-те, те издават емблематичната диско песен „Lady Marmalade“, която по-късно е въведена в Залата на славата Грами. В резултат групата по-късно се превръща в първата афроамериканска вокална група, която се качва на корицата на списание „Ролинг Стоун“ и стават първата поп група, която свири в Метрополитън опера.
След разпадането на групата през 1976 г., тя започва успешна солова кариера, започвайки с дебютния си албум с признание на критиката, който включва определящата за кариерата песен „You Are My Friend“. Става соло звезда през 1984 г. след успеха на песните „If Only You Knew“, „New Attitude“ и „Stir It Up“.
По-малко от две години по-късно, през 1986 г., Лабел прави дует с Майкъл Макдоналд с песента „On My Own“. В крайна сметка тя печели през 1992 г. Грами за най-добро женско вокално изпълнение за албума си Burnin' от 1991 г., последван от втора награда Грами за албума „Live! One Night Only“ Успехът на Лабел се разширява, след като тя участва във филма, номиниран за Оскар, „Историята на войника“ (The Soldier's Story), както и в телевизионни предавания като „Различен свят“ и „Американска история на ужасите“ (American Horror Story: Freak Show). През 2015 г. участва в състезанието по танци, „Dancing with the Stars“ на възраст 70 години. Също така постига успех, лансирайки собствена марка спално бельо, готварски книги и храна за различни компании.
В кариера, продължила през седем различни десетилетия, тя е продала повече от 50 милиона записи по целия свят. Пати Лабел е въведена в Залата на славата на Грами, Холивудската алея на славата и Залата на славата на театър Аполон. Включена в списъка на списание „Ролинг Стоун“ за 100-те най-големи певци.